# 市川秀雄
市川 秀雄（いちかわ ひでお、1901年〈明治34年〉7月27日 - 1964年〈昭和39年〉10月31日）は、日本の法学者。刑法学者・労働法学者。1961年、博士（法学）（中央大学）題は「刑法における市民法思想と社会法思想」。専門はドイツ刑法。東京都生まれ。

## 履歴
明治天皇の侍医・市川賢亮の三男。1919年独逸学協会中学校（現・獨協中学校・高等学校）卒業。1925年第一高等学校卒業。1930年東京帝国大学法学部卒業。1932年東京帝国大学大学院（旧制）法学研究科修了。少年保護司。1942年中央大学法学部専任講師。1946年中央大学法学部教授。1964年10月30日中央大学在職中に逝去、63歳没。1964年中央大学名誉教授。
この他に、東京都地方労働委員会委員、労働省東京地方労働基準審議会委員、1949年日本刑法学会理事（～1964年）。1950年労働法学会創立準備委員。1952年獨協中学校・高等学校校長、獨協中学校・高等学校名誉校長。

## 主著
- 『刑法學（法律學全書 8）』（評論社 1949年）
- 『刑法總論』（春秋社 1955年）
- 『法律的ものの考え方 : 入門法学十三講』（評論社 1962年）
- 『法の動き : 海外学界消息』（評論社 1965年）

## 門下生
- 藤本哲也 - 中央大学名誉教授